# Rhaebo caeruleostictus
Rhaebo caeruleostictus es una especie de anfibio anuro de la familia Bufonidae.

## Distribución geográfica
Esta especie es endémica de la vertiente occidental de la Cordillera Occidental en Ecuador. Habita entre los 40 y 2000 m de altitud.

## Publicación original
- Günther, 1859 : Second list of cold-blooded vertebrata collected by Mr. Fraser in the Andes of Western Ecuador. Proceedings of the Zoological Society of London, vol. 1859, p. 402-420[5]